# 아리안 5
아리안 5(Ariane 5)는 유럽 우주국에서 주관하여 제작 발사하는 우주발사체이다. 개발에 10년이 걸렸고, 70억 달러가 들었다. 아리안 4를 직접 개량한 것은 아니다.
ESA는 원래 에르메스를 발사하기 위해 아리안 5를 설계했다. 그러나 에르메스는 취소되었고, 아리안 5는 순수한 무인 우주발사체가 되었다.

## 구성

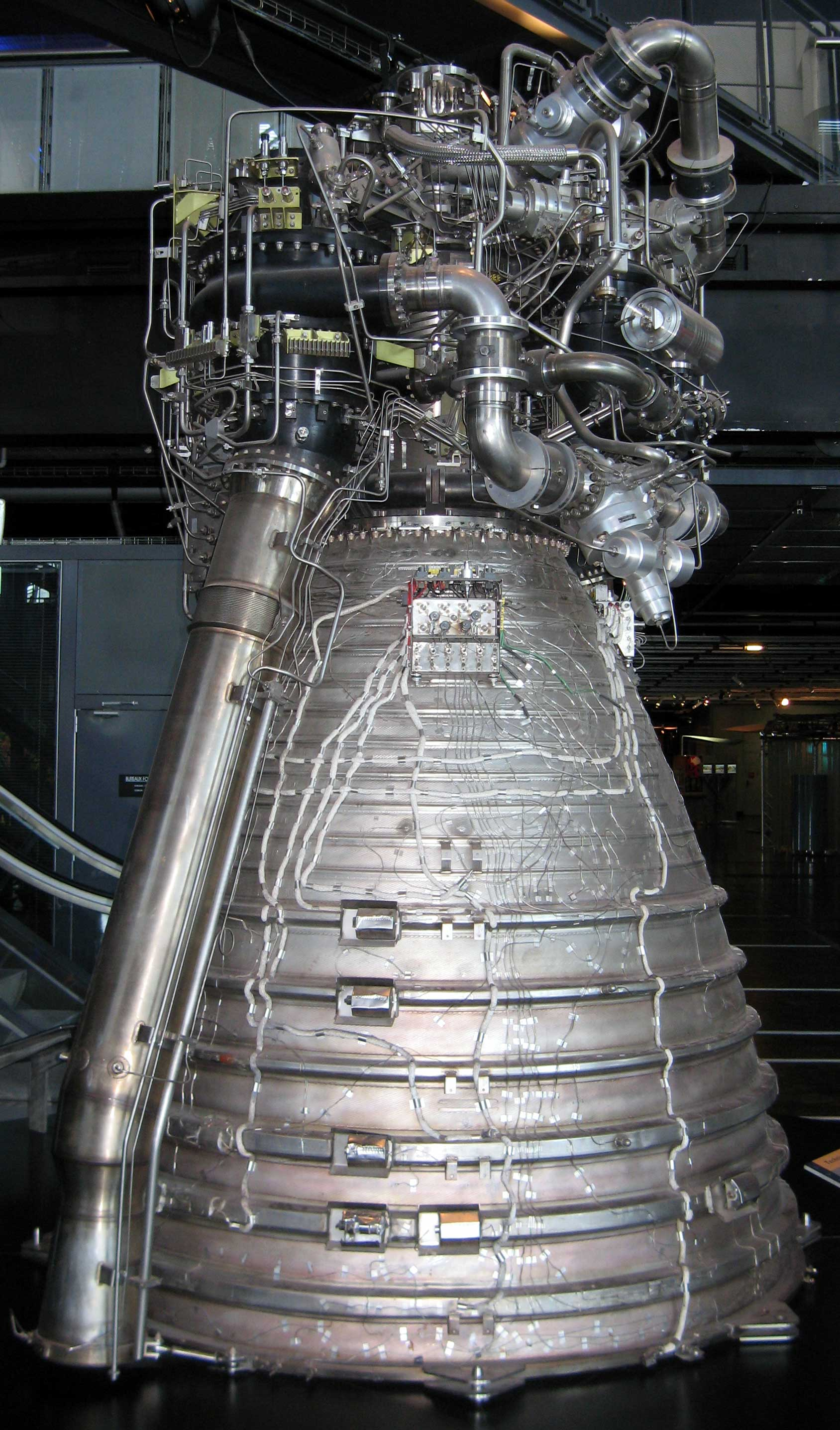
벌케인 엔진

아리안 5의 제1단 로켓은 EPC로 불리며 직경은 5.4 m, 높이는 30.5 m이다. EPC는 크고 작은 2개의 탱크로 구성되어 있는데, 상부의 작은 탱크에는 130톤의 액체 산소, 하부의 큰 탱크에는 25톤의 액체 수소가 채워져 있고, 그 저부에 115 tf(1130 kN)의 추진력을 가지는 벌케인 엔진이 탑재되어 있다. EPC의 질량은 연료를 채우지 않은 상태에서 약 15톤이다.
EPC의 양쪽에는 한 쌍의 고체 로켓 부스터 P238이 장착되어 있다. P238의 각각의 중량은 약 227 t 으로, 630 tf(6200 kN)의 출력을 낼 수 있다. 이 부스터는 우주왕복선의 고체 추진 부스터와 같은 방식으로 낙하산으로 회수된다. 다만 부스터를 재사용하는 우주왕복선과는 달리 검사를 위한 회수이며 재사용되지 않는다.
제1단의 상부에는 제2단이 있다. 아리안 5 ECA가 액체 수소와 액체 산소의 극저온 연료를 이용해 비추진력이 뛰어난 HM7B 엔진을 이용하는 ESC를 탑재하는 데 비해 아리안 5G는 모노메틸 히드라진과 사산화이질소를 연료로 하는 EPS를 탑재한다. 제2단 위에는 페이로드 탑재체와 탑재체를 보호하는 유선형의 페어링으로 덮여 있다. 이 덮개는 충분한 고도에 이르면 분리되게 되어 있다. 또 안에 위성을 격납하는 스펙트라나 시르다라는 모듈을 이용해 그 위에 한 개의 위성과 페어링을 거듭 탑재하는 것으로, 복수 위성의 동시 발사 시에 사용된다.

### 각 단의 상세 정보
|          | 부스터             | 제1단 (5G)           | 제1단 (ECA)          | 제2단 (5G)                      | 제2단 (ECA)          |
| -------- | ------------------ | -------------------- | -------------------- | ------------------------------- | -------------------- |
| 엔진     | 고체 추진 로켓 x 2 | 벌케인 1 x 1         | 벌케인 2 x 1         | 에스타스 x 1                    | HM7B x 1             |
| 추력     | 6,470 kN           | 1,114 kN             | 1,340 kN             | 27.4 kN                         | 64.7 kN              |
| 비추력   | 275 초             | 430 초               | 431 초               | 324 초                          | 446 초               |
| 연소시간 | 129 초             | 589 초               | 650 초               | 1,100 초                        | 960 초               |
| 추진제   | 고체 연료          | 액체 수소/ 액체 산소 | 액체 수소/ 액체 산소 | 사산화이질소/ 모노메틸 히드라진 | 액체 수소/ 액체 산소 |

## 개량
최초로 발사된 아리안 5G의 발사 중량은 737톤으로, 5970 kg의 탑재체를 정지 천이 궤도까지 옮길 수 있었지만, 후에 최대 적재량은 6200 kg까지 증가했다.
아리안 5G에서 개량이 행해진 아리안 5G+는, 정지 천이 궤도까지의 유료 하중이 6950 kg까지 증가했고, 2004년에 3회 발사되었다.
2005년에 최초발사된 아리안 5GS는 아리안 5ECA와 같은 고체 부스터를 갖추고, 벌케인 1B 엔진에도 개량이 행해져 정지 천이 궤도까지 6100 kg를 실어나를 수 있었다.
아리안 5 ECA는, 2개의 탑재체를 합해 10000 kg 까지, 혹은 단일 유료 하중을 10500 kg까지 정지 천이 궤도로 실어나를 수 있었다. 이 개량에서는, 제1단으로 벌케인 2 엔진을, 제2단에서는 HM7B 엔진을 사용했다. 이 제2단은 내부가 빈 상태에서의 질량이 2100 kg 으로, 14000 kg의 추진제를 탑재할 수 있다. HM7B는 이전 아리안 4 제3단 엔진으로 사용되고 있었다. 개량된 벌케인 2 엔진은 이전 벌케인 엔진에 비해 보다 길어지고, 노즐과 플로우 사이클의 효율이 높아져 혼합비가 향상했다. 이 혼합비는 제1단의 탱크의 길이를 조정한 것에 의해 실현되었다. 또 새로운 용접법에 의해 고체 부스터가 가벼워졌다. ESC-A의 극저온 스테이지는 정지 위성의 발사에는 큰 위력을 발휘하지만, 저궤도 발사에는 그다지 큰 성능 향상을 전망할 수 없기 때문에 ATV 발사에는 이용되지 않는다.
아리안 5 ES-ATV는 ATV 전용으로, 아리안 5 ECA를 개량한 것이며 ATV의 발사에 사용된다. 제2단 EPS는 아리안 5G의 것을 이용하고 있다. 21000 kg의 탑재체를 저궤도로 실어나를 수 있는 능력을 가진다.

## 향후의 계획
아리안 5 ECB는 새로운 극저온 상단을 갖춘다. ECB는 정지 천이 궤도로의 적재중량 12000 kg를 자랑하지만, 예산 삭감으로 계획은 보류된 상태이다. 2005년에 베를린에서 열린 ESA 회의에서는 계획의 재개를 기다리느냐, 계획을 취소하느야의 결론이 나오지 않아 보류된 상태이다.

## 발사 목록

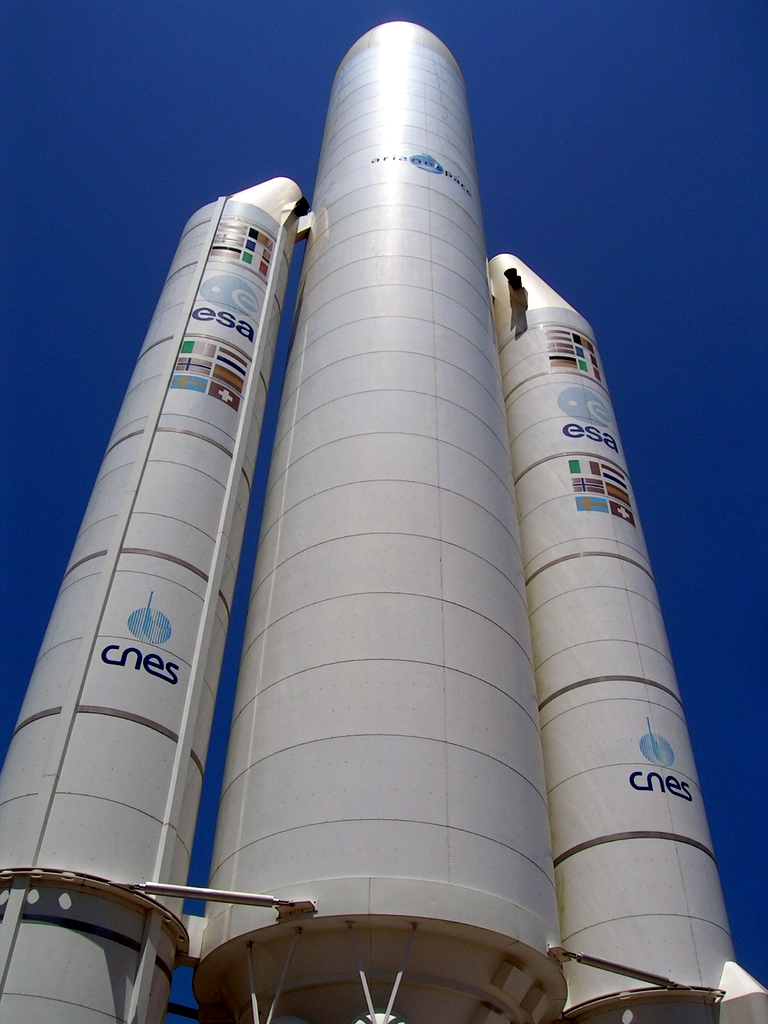

1996년 6월 4일에 행해진 아리안 5의 최초 비행은, 컴퓨터 프로그램의 비정상으로 발사 37초 후에 폭발해 실패로 끝났다. 이것은 기록할 만한 버그의 하나이며, 후에 64비트의 부동소수점 수를 16비트의 정수로 변환하는 과정에서 에러가 발생했다고 판명되었다.

### 성공 횟수
| 종류 | 발사 수 | 성공 수 | 실패 수 | 부분적 성공 수 | 상태 |
| G    | 16회    | 13회    | 1회     | 2회            | 퇴역 |
| G+   | 3회     | 3회     |         |                | 퇴역 |
| GS   | 6회     | 6회     |         |                | 퇴역 |
| ECA  | 84회    | 82회    | 1회     | 1회            | 퇴역 |
| ES   | 8회     | 8회     |         |                | 퇴역 |
| 합계 | 116회   | 111회   | 2회     | 3회            |      |

### 발사 목록
| 횟수 | 발사 일시(UTC)            | 플라이트                     | 버전          | 시리얼 번호 | 탑재체                                                         | 결과      |
| ---- | ------------------------- | ---------------------------- | ------------- | ----------- | -------------------------------------------------------------- | --------- |
| 1    | 1996년 6월 4일 12:34:06   | V-88                         | 아리안 5G     | 501         | 클러스터 위성                                                  | 실패      |
| 2    | 1997년 10월 30일 13:43:00 | V-101                        | 아리안 5G     | 502         | MaqSat H & TEAMSAT, MaqSat B, YES                              | 일부 실패 |
| 3    | 1998년 10월 21일 16:37:21 | V-112                        | 아리안 5G     | 503         | MaqSat 3, ARD                                                  | 성공      |
| 4    | 1999년 12월 10일 14:32:07 | V-119                        | 아리안 5G     | 504         | XMM-뉴턴                                                       | 성공      |
| 5    | 2000년 3월 21일 23:28:19  | V-128                        | 아리안 5G     | 505         | 인샛 3B, 아시아스타                                            | 성공      |
| 6    | 2000년 9월 14일 22:54:07  | V-130                        | 아리안 5G     | 506         | 아스트라 2B, GE 7                                              | 성공      |
| 7    | 2000년 11월 16일 01:07:07 | V-135                        | 아리안 5G     | 507         | PAS 1R, Amsat P3D, STRV 1C, STRV 1D                            | 성공      |
| 8    | 2000년 12월 20일 00:26:00 | V-138                        | 아리안 5G     | 508         | 아스트라 2D, GE 8, LDREX                                       | 성공      |
| 9    | 2001년 3월 8일 22:51:00   | V-140                        | 아리안 5G     | 509         | 유로버드 1, 비샛 2a                                            | 성공      |
| 10   | 2001년 7월 12일 22:58:00  | V-142                        | 아리안 5G     | 510         | 아르테미스, 비샛 2b                                            | 일부 실패 |
| 11   | 2002년 3월 1일 01:07:59   | V-145                        | 아리안 5G     | 511         | 엔바이샛                                                       | 성공      |
| 12   | 2002년 7월 5일 23:22:00   | V-153                        | 아리안 5G     | 512         | Stellat 5, 엔스타 c                                            | 성공      |
| 13   | 2002년 8월 28일 22:45:00  | V-155                        | 아리안 5G     | 513         | 애틀랜틱 버드 1, MSG 1, MFD                                    | 성공      |
| 14   | 2002년 12월 11일 22:22:00 | V-157                        | 아리안 5 ECA  | 517         | 핫 버드 7, Stentor, MFD A, MFD B                               | 실패      |
| 15   | 2003년 4월 9일 22:52:19   | V-160                        | 아리안 5G     | 514         | 인샛 3A, 갤럭시 12                                             | 성공      |
| 16   | 2003년 6월 11일 22:38:15  | V-161                        | 아리안 5G     | 515         | 옵투스 C1, 비샛 2c                                             | 성공      |
| 17   | 2003년 9월 27일 23:14:46  | V-162                        | 아리안 5G     | 516         | 인샛 3E, 이버드 1, SMART-1                                     | 성공      |
| 18   | 2004년 3월 2일 07:17:44   | V-158                        | 아리안 5G+    | 518         | 로제타                                                         | 성공      |
| 19   | 2004년 7월 18일 00:44:00  | V-163                        | 아리안 5G+    | 519         | 아니크 F2호                                                    | 성공      |
| 20   | 2004년 12월 18일 16:26:00 | V-165                        | 아리안 5G+    | 520         | 헬리오스 2A, Essaim 1, 2, 3, 4, PARASOL, 나노샛 01             | 성공      |
| 21   | 2005년 2월 12일 21:03:00  | V-164                        | 아리안 5 ECA  | 521         | XTAR-EUR, Maqsat B2, Sloshsat                                  | 성공      |
| 22   | 2005년 8월 11일 08:20:00  | V-166                        | 아리안 5GS    | 523         | 타이콤 4 - iPStar 1                                            | 성공      |
| 23   | 2005년 10월 13일 22:32:00 | V-168                        | 아리안 5GS    | 524         | Syracuse 3A, 갤럭시 15                                         | 성공      |
| 24   | 2005년 11월 16일 23:46:00 | V-167                        | 아리안 5 ECA  | 522         | 스페이스웨이 F2, 텔콤 2                                        | 성공      |
| 25   | 2005년 12월 21일 22:33:00 | V-169                        | 아리안 5GS    | 525         | 인샛 4A, MSG 2, MFD C                                          | 성공      |
| 26   | 2006년 3월 11일 22:32:50  | V-170                        | 아리안 5 ECA  | 527         | 스페인샛, MFD C, MFD C, 핫 버드 7A                             | 성공      |
| 27   | 2006년 5월 26일 21:08:50  | V-171                        | 아리안 5 ECA  | 529         | 샛맥스 6, 타이콤 5                                             | 성공      |
| 28   | 2006년 8월 11일 22:15:00  | V-172                        | 아리안 5 ECA  | 531         | 제이시샛 10, Syracuse 3B                                       | 성공      |
| 29   | 2006년 10월 13일 20:56:00 | V-173                        | 아리안 5 ECA  | 533         | 디렉티브이-9S, 옵투스 D1, LDREX-2                              | 성공      |
| 30   | 2006년 12월 8일 22:08:00  | V-174                        | 아리안 5 ECA  | 534         | 와일드블루 1, AMC 18                                           | 성공      |
| 31   | 2007년 3월 11일 22:03     | V-175                        | 아리안 5 ECA  | 535         | 스카이넷 5A, 인샛-4B                                           | 성공      |
| 32   | 2007년 5월 4일 22:29      | V-176                        | 아리안 5 ECA  | 536         | 아스트라 1L, 갤럭시 17                                         | 성공      |
| 33   | 2007년 8월 14일 23:44     | V-177                        | 아리안 5 ECA  | 537         | 스페이스웨이 3, 비샛-3a                                        | 성공      |
| 34   | 2007년 10월 5일 22:02     | V-178                        | 아리안 5GS    | 526         | 인텔샛 11, 옵투스 D2                                           | 성공      |
| 35   | 2007년 11월 14일 22:06    | V-179                        | 아리안 5 ECA  | 538         | 스카이넷 5B, 스타 원 C1                                        | 성공      |
| 36   | 2007년 12월 21일 21:41    | V-180                        | 아리안 5GS    | 530         | RASCOM-QAF 1, 허라이즌스 2                                     | 성공      |
| 37   | 2008년 3월 9일 04:03      | V-181                        | 아리안 ES ATV | 528         | ATV 1                                                          | 성공      |
| 38   | 2008년 4월 18일 22:17     | V-182                        | 아리안 5 ECA  | 539         | 스타 원 C2, 비나샛 1                                           | 성공      |
| 39   | 2008년 6월 12일 22:05     | V-183                        | 아리안 5 ECA  | 540         | 투르크샛 3A, 스카이넷 5C                                       | 성공      |
| 40   | 2008년 7월 7일 21:47      | V-184                        | 아리안 5 ECA  | 541         | BADR-6, 프로토스타 I                                           | 성공      |
| 41   | 2008년 8월 14일 20:44     | V-185                        | 아리안 5 ECA  | 542         | AMC-21, 슈퍼버드 7                                             | 성공      |
| 42   | 2008년 12월 20일 22:35    | V-186                        | 아리안 5 ECA  | 543         | 핫버드 9, W2M                                                  | 성공      |
| 43   | 2009년 2월 12일 22:09     | V-187                        | 아리안 5 ECA  | 545         | 핫버드 10, NSS-9, Spirale                                      | 성공      |
| 44   | 2009년 5월 14일 13:12     | V-188                        | 아리안 5 ECA  | 546         | 허셜 우주 망원경 / 플랭크                                      | 성공      |
| 45   | 2009년 7월 1일 17:52      | V-189                        | 아리안 5 ECA  | 547         | TerreStar-1                                                    | 성공      |
| 46   | 2009년 8월 21일 22:09     | V-190                        | 아리안 5 ECA  | 548         | 제이시샛 12, 옵투스 D3                                         | 성공      |
| 47   | 2009년 10월 1일 21:59     | V-191                        | 아리안 5 ECA  | 549         | 아마조나스 2, SATCOMBw 2a                                      | 성공      |
| 48   | 2009년 10월 29일 20:00    | V-192                        | 아리안 5 ECA  | 550         | NSS-12, Thor 6                                                 | 성공      |
| 49   | 2009년 12월 18일 16:26    | V-193                        | 아리안 5GS    | 532         | 헬리오스 IIB                                                   | 성공      |
| 50   | 2010년 5월 21일 22:01     | V-194                        | 5ECA          | 551         | Astra 3B, COMSATBw-2                                           | 성공      |
| 51   | 2010년 6월 26일 21:41     | V-195                        | 5ECA          | 552         | Arabsat-5A, 천리안                                             | 성공      |
| 52   | 2010년 8월 4일 20:59      | V-196                        | 5ECA          | 554         | Nilesat 201, RASCOM-QAF 1R                                     | 성공      |
| 53   | 2010년 10월 28일 21:51    | V-197                        | 5ECA          | 555         | Eutelsat W3B, BSAT-3b                                          | 성공      |
| 54   | 2010년 11월 26일 18:39    | V-198                        | 5ECA          | 556         | Intelsat 17, HYLAS 1                                           | 성공      |
| 55   | 2010년 12월 29일 21:27    | V-199                        | 5ECA          | 557         | 올레 1호, HispaSat-1E                                          | 성공      |
| 56   | 2011년 2월 16일 21:50     | V-200                        | 5ES           | 544         | ATV-2, Johannes Kepler                                         | 성공      |
| 57   | 2011년 4월 22일 21:37     | VA-201                       | 5ECA          | 558         | Yahsat 1A, Intelsat New Dawn                                   | 성공      |
| 58   | 2011년 5월 20일 20:38     | VA-202                       | 5ECA          | 559         | ST-2, GSAT-8                                                   | 성공      |
| 59   | 2011년 8월 6일 22:52      | VA-203                       | 5ECA          | 560         | Astra 1N, BSAT 3c                                              | 성공      |
| 60   | 2011년 9월 21일 21:38     | VA-204                       | 5ECA          | 561         | Arabsat 5C, SES-2                                              | 성공      |
| 61   | 2012년 3월 23일 04:34     | VA-205                       | 5ES           | 553         | ATV-3, Edoardo Amaldi                                          | 성공      |
| 62   | 2012년 5월 15일 22:13     | VA-206                       | 5ECA          | 562         | JCSAT-13, Vinasat-2                                            | 성공      |
| 63   | 2012년 7월 5일 21:36      | VA-207                       | 5ECA          | 563         | EchoStar XVII, MSG-3                                           | 성공      |
| 64   | 2012년 8월 2일 20:54      | VA-208                       | 5ECA          | 564         | INTELSAT 20, HYLAS 2                                           | 성공      |
| 65   | 2012년 9월 28일 21:18     | VA-209                       | 5ECA          | 565         | Astra 2F, GSAT-10                                              | 성공      |
| 66   | 2012년 11월 10일 21:05    | VA-210                       | 5ECA          | 566         | Eutelsat 21B, Star One C3                                      | 성공      |
| 67   | 2012년 12월 19일 21:49    | VA-211                       | 5ECA          | 567         | Skynet 5D, MEXSAT-3                                            | 성공      |
| 68   | 2013년 2월 7일 21:36      | VA-212                       | 5ECA          | 568         | Amazonas 3, Azerspace/Africasat-1a                             | 성공      |
| 69   | 2013년 6월 5일 21:52      | VA-213                       | 5ECA          | 592         | Albert Einstein ATV                                            | 성공      |
| 70   | 2013년 7월 25일 19:54     | VA-214                       | 5ECA          | 569         | Alphasat I-XL, INSAT-3D                                        | 성공      |
| 71   | 2013년 8월 29일 20:30     | VA-215                       | 5ECA          | 570         | EUTELSAT 25B/Es’hail 1, GSAT-7                                 | 성공      |
| 72   | 2014년 2월 6일 21:30      | VA-217                       | 5ECA          | 572         | ABS-2, Athena Fidus                                            | 성공      |
| 73   | 2014년 3월 22일 22:04     | VA-216                       | 5ECA          | 571         | ASTRA 5B, Amazonas 4A                                          | 성공      |
| 74   | 2014년 7월 29일 23:47     | VA-219                       | 5ES           | 593         | ATV Georges Lemaître                                           | 성공      |
| 75   | 2014년 9월 11일 22:05     | VA-218                       | 5ECA          | 573         | MEASAT-3b, OPTUS 10                                            | 성공      |
| 76   | 2014년 10월 16일 21:43    | VA-220                       | 5ECA          | 574         | Intelsat 30, ARSAT-1                                           | 성공      |
| 77   | 2014년 12월 6일 20:40     | VA-221                       | 5ECA          | 575         | DIRECTV-14, GSAT-16                                            | 성공      |
| 78   | 2015년 4월 26일 20:00     | VA-222                       | 5ECA          | 576         | THOR 7, SICRAL 2                                               | 성공      |
| 79   | 2015년 5월 27일 21:16     | VA-223                       | 5ECA          | 577         | DirecTV-15, SKYM-1                                             | 성공      |
| 80   | 2015년 7월 15일 21:42     | VA-224                       | 5ECA          | 578         | Star One C4, MSG-4                                             | 성공      |
| 81   | 2015년 8월 20일 20:34     | VA-225                       | 5ECA          | 579         | EUTELSAT 8 West B, Intelsat 34                                 | 성공      |
| 82   | 2015년 9월 30일 20:30     | VA-226                       | 5ECA          | 580         | Sky Muster I, ARSAT-2                                          | 성공      |
| 83   | 2015년 11월 10일 21:34    | VA-227                       | 5ECA          | 581         | Arabsat-6B, GSAT-15                                            | 성공      |
| 84   | 2016년 1월 27일 23:20     | VA-228                       | 5ECA          | 583         | Intelsat 29e                                                   | 성공      |
| 85   | 2016년 3월 9일 05:20      | VA-229                       | 5ECA          | 582         | EUTELSAT 65 West A                                             | 성공      |
| 86   | 2016년 6월 18일 21:38     | VA-230                       | 5ECA          | 584         | EchoStar 18, BRIsat                                            | 성공      |
| 87   | 2016년 8월 24일 22:16     | VA-232                       | 5ECA          | 586         | Intelsat 33e, Intelsat 36                                      | 성공      |
| 88   | 2016년 10월 5일           | VA-231                       | 5ECA          | 585         | Sky Muster™ II, GSAT-18                                        | 성공      |
| 89   | 2016년 11월 17일 13:06    | VA-233                       | 5ES           | 594         | Galileo FOC 15, Galileo FOC 16, Galileo FOC 17, Galileo FOC 18 | 성공      |
| 90   | 2016년 12월 21일 20:30    | VA-234                       | 5ECA          | 587         | Star One D1, JCSAT-15                                          | 성공      |
| 91   | 2017년 2월 14일 21:39     | VA-235                       | 5ECA          | 588         | SKY Brasil-1, Telkom 3S                                        | 성공      |
| 92   | 2017년 5월 4일 21:50      | VA-236                       | 5ECA          | 589         | SGDC, KOREASAT-7                                               | 성공      |
| 93   | 2017년 6월 1일 23:45      | VA-237                       | 5ECA          | 590         | ViaSat-2, EUTELSAT 172B                                        | 성공      |
| 94   | 2017년 6월 28일 21:15     | VA-238                       | 5ECA          | 591         | Hellas Sat 3-Inmarsat S EAN, GSAT-17                           | 성공      |
| 95   | 2017년 9월 29일 21:56     | VA-239                       | 5ECA          | 5100        | Intelsat 37e, BSAT-4a                                          | 성공      |
| 96   | 2017년 12월 12일 18:36    | VA-240                       | 5ES           | 595         | Galileo SAT 19, Galileo SAT 20, Galileo SAT 21, Galileo SAT 22 | 성공      |
| 97   | 2018년 1월 25일 22:20     | VA-241                       | 5ECA          | 5101        | SES-14, Al Yah 3                                               | 일부실패  |
| 98   | 2018년 4월 5일 21:34      | VA-242                       | 5ECA          | 5102        | DSN-1/Superbird-8, HYLAS 4                                     | 성공      |
| 99   | 2018년 7월 25일 11:25     | VA-244                       | 5ES           | 596         | Galileo SAT 23, Galileo SAT 24, Galileo SAT 25, Galileo SAT 26 | 성공      |
| 100  | 2018년 9월 25일 22:38     | VA-243                       | 5ECA          | 5103        | Horizons 3e, Azerspace-2/Intelsat 38                           | 성공      |
| 101  | 2018년 10월 20일 01:45    | VA-245                       | 5ECA          | 5105        | BepiColombo                                                    | 성공      |
| 102  | 2018년 12월 4일 20:37     | VA-246                       | 5ECA          | 5104        | GSAT-11, GEO-KOMPSAT-2A                                        | 성공      |
| 103  | 2019년 2월 5일 21:01      | VA-247                       | 5ECA          | 5106        | Saudi Geostationary Satellite 1/Hellas Sat 4, GSAT-31          | 성공      |
| 104  | 2019년 6월 20일 21:43     | VA-248                       | 5ECA          | 5107        | T-16, EUTELSAT 7C                                              | 성공      |
| 105  | 2019년 8월 6일 19:30      | VA-249                       | 5ECA          | 5108        | Intelsat 39, EDRS-C                                            | 성공      |
| 106  | 2019년 11월 26일 21:12    | VA-250                       | 5ECA          | 5109        | TIBA-1, Inmarsat GX5                                           | 성공      |
| 107  | 2020년 1월 16일 21:05     | VA-251                       | 5ECA          | 5110        | EUTELSAT KONNECT, GSAT-30                                      | 성공      |
| 108  | 2020년 2월 18일 22:18     | VA-252                       | 5ECA          | 5111        | JCSAT-17, GEO-KOMPSAT-2B                                       | 성공      |
| 109  | 2020년 8월 15일 22:04     | VA-253                       | 5ECA          | 5112        | Galaxy 30, MEV-2, BSAT-4b                                      | 성공      |
| 110  | 2021년 7월 30일 21:00     | VA-254                       | 5ECA          | 5113        | Star One D2, EUTELSAT QUANTUM                                  | 성공      |
| 111  | 2021년 10월 24일 02:10    | VA-255                       | 5ECA          | 5115        | SES-17, SYRACUSE 4A                                            | 성공      |
| 112  | 2021년 12월 25일 12:20    | VA-256                       | 5ECA          | 5114        | James Webb Space Telescope                                     | 성공      |
| 113  | 2022년 6월 22일 21:50     | VA-257                       | 5ECA          | 5116        | MEASAT-3d, GSAT-24                                             | 성공      |
| 114  | 2022년 9월 7일 21:45      | VA-258                       | 5ECA          | 5117        | EUTELSAT KONNECT VHTS                                          | 성공      |
| 115  | 2022년 12월 13일 20:30    | VA-259                       | 5ECA          | 5118        | MTG-I1, Galaxy 35, Galaxy 36                                   | 성공      |
| 116  | 2023년 4월 17일 12:14     | VA-260                       | 5ECA          | 5119        | Jupiter Icy Moons Explorer                                     | 성공      |
| 117  | 2023년 7월 5일 22:00      | VA-261(마지막 아리안 5 빌시) | 5ECA          | 5120        | Syracuse 4B (Comsat-NG 2), Heinrich Hertz (H2Sat)              | 성공      |

## 같이 보기
- 아리안 6
- 대형 리프트 발사체